# Euphorbia tanquahuete
Euphorbia tanquahuete är en törelväxtart som beskrevs av Sessé och José Mariano Mociño. Euphorbia tanquahuete ingår i släktet törlar, och familjen törelväxter. Inga underarter finns listade i Catalogue of Life.